# بولاخ (سويسرا)
بولاخ (بالألمانية: Bülach) هي بلدية تقع في مقاطعة بولاخ في كانتون زيورخ، سويسرا.[بحاجة لمصدر]

## المدن التوأمة
مدينة سانتيرامو في كولي هي مدينة توأمة لـبيولاش (سويسرا).

## أعلام
- بيلي ماير
- رولف فليتشر
- مارفن باومغارتنر
- كريستين ماير
- لويس بفينينجير